# Auyana
L'auyana (ou awiyaana) est une langue papoue parlée en Papouasie-Nouvelle-Guinée, dans le district d'Obura de la province des Hautes-Terres orientales.

## Classification
L'auyana fait partie des langues kainantu-gorokanes qui sont rattachées à la famille des langues de Trans-Nouvelle Guinée.

## Écriture
| Majuscules          | Majuscules | Majuscules | Majuscules | Majuscules | Majuscules | Majuscules | Majuscules | Majuscules | Majuscules | Majuscules | Majuscules | Majuscules | Majuscules | Majuscules | Majuscules | Majuscules | Majuscules | Majuscules | Majuscules | Majuscules |
| ------------------- | ---------- | ---------- | ---------- | ---------- | ---------- | ---------- | ---------- | ---------- | ---------- | ---------- | ---------- | ---------- | ---------- | ---------- | ---------- | ---------- | ---------- | ---------- | ---------- | ---------- |
| A                   | Aa         | B          | D          | E          | F          | G          | I          | K          | M          | N          | O          | P          | R          | S          | T          | U          | V          | W          | Y          | ʼ          |
| Minuscules          |            |            |            |            |            |            |            |            |            |            |            |            |            |            |            |            |            |            |            |            |
| a                   | aa         | b          | d          | e          | f          | g          | i          | k          | m          | n          | o          | p          | r          | s          | t          | u          | v          | w          | y          | ʼ          |
| Valeurs phonétiques |            |            |            |            |            |            |            |            |            |            |            |            |            |            |            |            |            |            |            |            |
| [ʌ]                 | [ɑ]        | [b]        | [d]        | [e]        | [ɸ]        | [g]        | [i]        | [k]        | [m]        | [n]        | [o]        | [p]        | [r]        | [s]        | [t]        | [u]        | [v]        | [w]        | [y]        | [ʼ]        |

## Phonologie
Les consonnes et les voyelles de l'auyana:

### Voyelles
|         | Antérieure | Centrale  | Postérieure |
| ------- | ---------- | --------- | ----------- |
| Fermée  | ‹ i › [i]  |           | ‹ u › [u]   |
| Moyenne | ‹ e › [e]  | ‹ a › [ʌ] | ‹ o › [o]   |
| Ouverte |            |           | ‹ aa › [ɑ]  |

### Consonnes
|              |              | Bilabiales | Alvéolaires | Dorsales  | Dorsales  | Glottales |
| ------------ | ------------ | ---------- | ----------- | --------- | --------- | --------- |
| Palatales    | Vélaires     | Bilabiales | Alvéolaires |           |           | Glottales |
| Occlusives   | Sourde       | ‹ p › [p]  | ‹ t › [t]   |           | ‹ k › [k] | ‹ ʼ › [ʔ] |
| Occlusives   | Sonore       | ‹ b › [b]  |             |           | ‹ g › [ɡ] |           |
| Fricative    | Fricative    | ‹ v › [v]  | ‹ s › [s]   |           |           |           |
| Nasale       | Nasale       | ‹ m › [m]  | ‹ n › [n]   |           |           |           |
| Roulée       | Roulée       |            | ‹ r › [ɾ]   |           |           |           |
| Semi-voyelle | Semi-voyelle | ‹ w › [w]  |             | ‹ y › [j] |           |           |

## Une langue tonale
L'auyana est une langue tonale. Elle possède deux tons distincts: haut et bas :
- toimá, boue
- toímá, sorte d'arbre

## Sources
- (en) Anonyme, Awiyaana Organized Phonological Data, manuscrit, Ukarumpa, SIL, 1992.